# Baptistischer Weltbund
Der Baptistische Weltbund (englisch: Baptist World Alliance)  ist der Zusammenschluss von zurzeit 245 Baptistenbünden in 128 Ländern und Territorien und bildet eine der größten evangelischen Denominationen. Sitz des Weltbundes ist Washington DC (USA). Der gegenwärtige Präsident, der seit 2020 amtiert, ist der Argentinier Tomás Mackey. Das Amt des geschäftsführenden Generalsekretärs hat der US-Amerikaner Elijah M. Brown inne; er übernahm es 2021.

## Geschichte

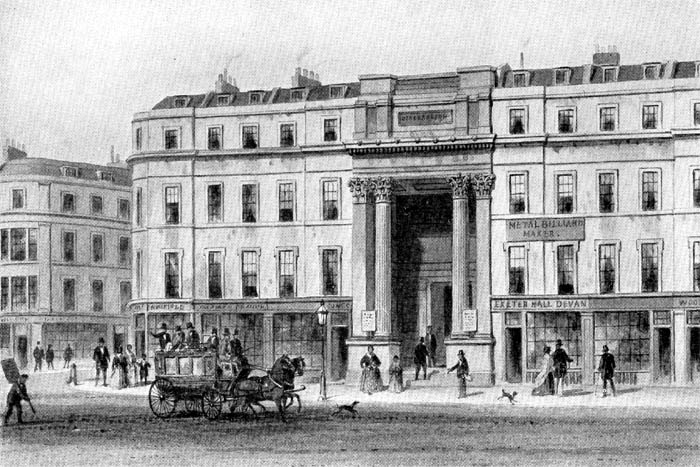
Exeter Hall, Gründungsort des Baptistischen Weltbundes

1904 rief der US-Amerikaner John Newton Prestridge, Herausgeber der Zeitschrift The Baptist Argus, zu einem weltweiten Zusammenschluss der Baptistenkirchen auf. Sein britischer Kollege John Howard Shakespeare (The Baptist Times) unterstützte dieses Vorhaben. Noch im selben Jahr lud die Baptisten-Union Großbritanniens zu einem Weltkongress der Baptisten nach London ein. Dieser Kongress fand im Juli 1905 in der Londoner Exeter Hall statt und verabschiedete folgende Resolution, die dann zur Präambel der Satzung des Weltbundes wurde:

“Whereas, in the providence of God, the time has come when it seems fitting more fully to manifest the essential oneness in the Lord Jesus Christ as their God and Saviour of the Churches of the Baptist order and faith throughout the world, and to promote the spirit of fellowship, service and co-operation among them, while recognizing the independence of each particular church and not assuming the functions of any existing organization, it is agreed to form a Baptist World Alliance, extending over every part of the world.”

### Kongresse des Baptistischen Weltbundes
Geplant wurde, alle fünf Jahre an verschiedenen Orten der Welt Kongresse durchzuführen, was allerdings aufgrund der Kriege und der Wirtschaftskrisen des 20. Jahrhunderts nicht immer durchgehalten werden konnte. Folgende Kongresse fanden bislang statt:
| Jahr | Ort            | Anmerkung |
| ---- | -------------- | --- |
| 1905 | London         | Gründungskongress |
| 1911 | Philadelphia   | |
|      |                | Die Kongresse 1916 und 1921 fielen wegen des Ersten Weltkrieges und seinen Folgen aus.                                                       |
| 1923 | Stockholm      | |
| 1928 | Toronto        | |
| 1934 | Berlin         | Der Berliner Kongress wurde auf 1934 gelegt, um in diesem Jahr mit den deutschen Baptisten deren hundertjähriges Bestehen zu feiern.         |
| 1939 | Atlanta        | |
| 1947 | Kopenhagen     | Der Kopenhagener Kongress fand wegen des Zweiten Weltkrieges und seinen Folgen erst 1947 statt.                                              |
| 1950 | Cleveland      | |
| 1955 | London         | London wurde als Kongressort gewählt, da sich die dort vollzogene Gründung des Baptistischen Weltbundes zum fünfzigsten Mal jährte.          |
| 1960 | Rio de Janeiro | Zum ersten Mal fand ein Kongress des Weltbundes in Südamerika statt.                                                                         |
| 1965 | Miami Beach    | |
| 1970 | Tokio          | Zum ersten Mal fand ein Kongress des Weltbundes in Asien statt.                                                                              |
| 1975 | Stockholm      | |
| 1980 | Toronto        | Der Kongress wählte Gerhard Claas zum Generalsekretär des Weltbundes.                                                                        |
| 1985 | Los Angeles    | |
| 1990 | Seoul          | Der Kongress wählte Knud Wümpelmann zum Präsidenten des Baptistischen Weltbundes.                                                            |
| 1995 | Buenos Aires   | |
| 2000 | Melbourne      | Zum ersten Mal fand ein Kongress des Weltbundes in Australien statt.                                                                         |
| 2005 | Birmingham     | |
| 2010 | Hawaii         | 28. Juli bis 1. August 2010 |
| 2015 | Durban         | 22. Juli bis 26. Juli 2015 |
| 2021 | Falls Church   | Der Weltkongress war ursprünglich für 2020 in Rio de Janeiro geplant, musste aber wegen der COVID-19-Pandemie um ein Jahr verschoben werden. |
| 2025 | Brisbane       | Geplant für den Zeitraum 9. bis 12. Juli |

### Präsidenten des Baptistischen Weltbundes

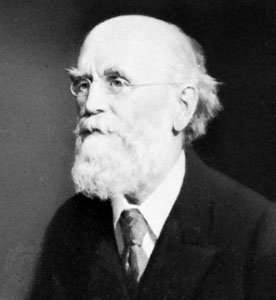
John Clifford, 1. Präsident des Baptistischen Weltbundes

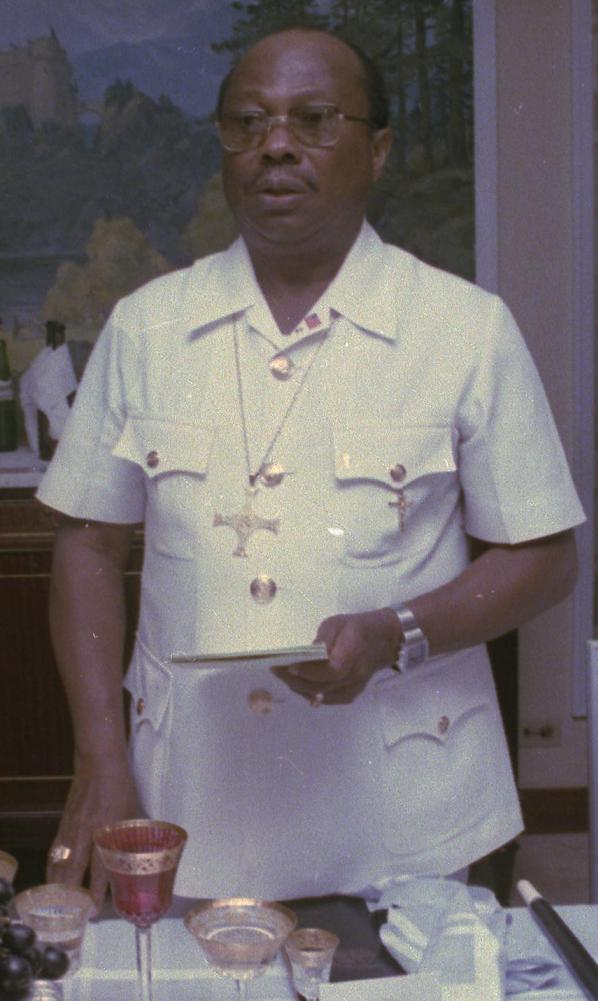
William Tolbert (1978)

Der höchste Repräsentant des baptistischen Kirchenbündnisses ist der jeweilige Präsident des Weltbundes der Baptisten. Er wird in der Regel auf fünf Jahre gewählt. Vizepräsidenten sind immer die Vorsitzenden der sechs baptistischen Weltregionen.
| Präsident                | von / bis | Herkunft       |
| ------------------------ | --------- | -------------- |
| John Clifford            | 1905–1911 | Großbritannien |
| Robert Stuart MacArthur  | 1911–1923 | USA            |
| Edgar Young Mullins      | 1923–1928 | USA            |
| John MacNeill            | 1928–1934 | Kanada         |
| George Washington Truett | 1934–1939 | USA            |
| James Henry Rushbrooke   | 1939–1947 | Großbritannien |
| Charles Oscar Johnson    | 1947–1950 | USA            |
| Fred Townley Lord        | 1950–1955 | Großbritannien |
| Theodore Floyd Adams     | 1955–1960 | USA            |
| Joao Filson Soren        | 1960–1965 | Brasilien      |
| William R. Tolbert, jr.  | 1965–1970 | Liberia        |
| Carney Hargroves         | 1970–1975 | USA            |
| David Wong               | 1975–1980 | Hongkong       |
| Duke Kimbrough McCall    | 1980–1985 | USA            |
| Noel Vose                | 1985–1990 | Australien     |
| Knud Wümpelmann          | 1990–1995 | Dänemark       |
| Nilson do Amaral Fanini  | 1995–2000 | Brasilien      |
| Billy Kim                | 2000–2005 | Südkorea       |
| David Coffey             | 2005–2010 | Großbritannien |
| John Upton               | 2010–2015 | USA (Virginia) |
| Paul Mzisa               | 2015–2020 | Südafrika      |
| Tomás Mackey             | seit 2020 | Argentinien    |

## Ziele des Baptistischen Weltbundes
- Die Förderung der Einheit der Baptisten weltweit
- Die weltweite Evangelisation
- Die Unterstützung notleidender Völker
- Der Einsatz für die Verteidigung der Menschenrechte, insbesondere der Religionsfreiheit

## Untergliederungen
Der Baptistische Weltbund hat sechs geografische Untergliederungen:
- North American Baptist Fellowship
- Asia Pacific Baptist Federation
- All-Africa Baptist Fellowship
- Caribbean Baptist Fellowship
- Union of Baptists in Latin America
- European Baptist Federation. Dazu gehören auch die Baptisten-Unionen West- und Mittelasiens sowie Ägyptens.

## Statistik
Der Baptistische Weltbund vertrat 2020 circa 47 Millionen getaufte Kirchenmitglieder in 241 Nationen.
| Weltregion                                                                   | Mitglieder 1958                           | Mitglieder 2008 | Zahl der Ortsgemeinden 2008 | Mitglieder 2020 | Zahl der Ortsgemeinden 2020 |
| ---------------------------------------------------------------------------- | ----------------------------------------- | --------------- | --------------------------- | --------------- | --------------------------- |
| Afrika                                                                       | 279 241                                   | 7 533 450       | 30 436                      |                 |                             |
| Asien / Australien                                                           | 769 875                                   | 5 377 271       | 28 197                      |                 |                             |
| Europa                                                                       | 1 142 127                                 | 779 295         | 12 362                      |                 |                             |
| Mittlerer Osten                                                              |                                           | 5 450           | 82                          |                 |                             |
| Mittelamerika und Westindien                                                 | 104 829                                   | 541 670         | 04 817                      |                 |                             |
| Nordamerika                                                                  | 19 804 632                                | 21 171 319      | 69 167                      |                 |                             |
| Südamerika                                                                   | 146 988                                   | 1 696 880       | 12 570                      |                 |                             |
| Southern Baptist Convention /USA (seit Oktober 2004 nicht mehr BWA-Mitglied) | (in der Zahl unter Nordamerika enthalten) |                 |                             |                 |                             |
| Total                                                                        | 22 247 692                                | 37 105 335      | 157 632                     | 47 000 000      | 169 000                     |

- Quelle für die Statistik 1958: J. D. Hughey: Die Baptisten – Lehre Praxis, Geschichte. Kassel 1959, S. 140 ff.
- Quelle für die Statistik 2008: Baptistischer Weltbund.
- Quelle für die Statistik 2020: Internetauftritt des Baptistischen Weltbundes: Member Unions